# Gaizhou
Gaizhou (盖州市S, GàizhōuP) è una città-contea della Cina, situata nella provincia di Liaoning e amministrata dalla prefettura di Yingkou.